# 柳島町 (阿南市)
柳島町（やなぎじまちょう）は、徳島県阿南市の町名。2014年3月31日現在の人口は893人、世帯数は400世帯。郵便番号は〒774-0043。

## 地理
阿南市の北部に位置する。北境を那賀川が流れ、北は羽ノ浦町古庄・那賀川町西原、東は横見町、南は宝田町、西は上中町に接する。

### 河川
- 那賀川
- 岡川

### 小字
| - 蛭子裏 - 蛭子前 - 蛭子面 - 小原前 - 北別当 - 権ノ神 - 里ノ前 | - 霜ケ谷 - 外萩 - 高川原 - 高川原須崎 - 中川原 - 八剣 - 弁財天西 | - 北条 - 南高川原 - 南別当 - 宮ノ北 - 宮ノ前 - 柳ノ花 - 六反地 |  |

## 歴史
江戸期から町村制の施行された明治22年にかけては那西郡および那賀郡の村であった。寛文4年より那賀郡に属す。
明治22年に同郡中野島村の大字となった。昭和29年より富岡町の大字となる。昭和33年に阿南市が誕生し、現在の町名となる。

## 施設
- 金刀比羅神社
- 蛭子神社
- 若宮神社
- 観音寺

## 交通

### 道路
都道府県道
- 徳島県道27号阿南那賀川線
- 徳島県道191号富岡港南島線